# Oxana Lebedew
Oxana Lebedew (russisch Оксана Лебедева Oxana Lebedewa; * 25. März 1987 in Alma-Ata, Kasachische SSR, UdSSR) ist eine deutsche Profitänzerin und Weltmeisterin der Professionals im lateinamerikanischen Showdance.

## Karriere
Lebedew, die Tochter einer Choreographin, tanzt seit ihrem 7. Lebensjahr.
Zu internationalem Ruhm gelangte sie im Jahr 2002 mit ihrem Tanzpartner Sergey Oseychuk, als sie sich bei ihrer ersten gemeinsamen Weltmeisterschaft der Junioren II Zehn Tänze den Weltmeistertitel sicherten. In den darauf folgenden Jahren wurden sie 4. bei der Weltmeisterschaft der Junioren II Latein (2002), 2. in der Kategorie der Jugend Zehn Tänze (2005) und Drittplatzierter bei den Jugendweltmeisterschaften 2005 in der Lateinsektion.
2006 kommt sie, zusammen mit ihrem neuen Tanzpartner, dem dreifachen Weltmeister der Amateure Franco Formica, zu den Professionals. Neben ihrer 5-fachen Gewinn des deutschen Meister-Titels der Professionals in den Lateinamerikanischen Tänzen belegten sie konstant einen Medaillenrang bei Welt- und Europameisterschaften, sowie den wichtigsten internationalen Grand-Slam Turnieren Blackpool, German Open Championships (GOC), Uk Open und Internationals.
Ab 2011 startete Oxana Lebedew mit Ilia Russo für Deutschland und erreicht den Vize-Meistertitel bei den Deutschen Meisterschaften in den Lateinamerikanischen Tänzen der Professionals.
2016 nahm Lebedew als Profitänzerin an der neunten Staffel der RTL-Tanzshow Let’s Dance teil.
Von 2016 bis 2020 tanzt Lebedew  mit Pavel Zvychaynyy. Sie gewannen am 19. November 2016 den Weltmeistertitel bei der Weltmeisterschaft der Professionals im Showdance. Das Paar etablierte sich im Finale der Professionals und gehörte zu den Top 4 der Welt. 2017, 2018 und 2019 wurden Zvychaynyy/Lebedew Deutsche Meister in den lateinamerikanischen Tänzen und der Kür. Im April 2019 gewannen sie die Bronzemedaille bei der Europameisterschaft im Kreml in Moskau.
Im Mai 2021 performte Oxana Lebedew gemeinsam mit ihrer Schwester Katharina Lebedew, der Extrem-Artist, die bei dem Auftritt eine Hairhanging Akrobatik Show macht, und Robert Beitsch bei der TV-Sendung ‘’Let’s Dance – Die große Profi-Challenge’’.
Ab September 2021 bis Dezember 2021 arbeitete Oxana in Rom als Profitänzerin bei der italienischen TV-Sendung ‘’Ballando Con Le Stelle’’ und tanzte mit dem legendären Sänger Al Bano Carrisi. Im Januar 2022 trat Lebedew bei dem italienischen Charity Ball “Gran Ballo Russo” zu Ehren des 100-Lebenstages von Fyodor Dostoevsky im Palazzo Brancaccio in Rom auf. Sie tanzte zu Peter Tschaikowski’s Blumenwalzer mit der Compagnia Nazionale di Danza Storica.
Im Mai 2022 tanzte sie gemeinsam mit Ekaterina Leonova bei der ‘’Let’s Dance – Die große Profi-Challenge’’ auf RTL.
Oxana unterrichtet seit September 2022 im TSC Savoy München.
Im Februar 2023 gab Lebedew einen Gastauftritt als Tanzchoreographin bei der italienischen TV-Sendung ‘’Amici’’.